# Neleo
Neleo (in greco antico: Νηλεύς?, Nēlèus) è un personaggio della mitologia greca. Fu un re di Pilo.

## Genealogia
Figlio di Poseidone e di Tiro e fratello gemello di Pelia e fratellastro di Esone, Fere ed Amitaone, che Tiro ebbe da Creteo.

## Mitologia
La madre di Neleo, Tiro, si innamorò di Enipeo, il dio-fiume della Tessaglia. Poseidone, che desiderava Tiro, saputo ciò assunse le sembianze del fiume e la sedusse. Terminato l'atto prese nuovamente le proprie sembianze e le rivelò la verità, profetizzandole che avrebbe avuto entro l'anno due "splendidi figli". Tiro così partorì Pelia e Neleo per poi sposare lo zio paterno Creteo, che adottò i gemelli.
Secondo Apollodoro invece, una volta partoriti i gemelli Tiro li espose. Mentre i bambini giacevano abbandonati, una cavalla ne colpì uno con lo zoccolo e gli provocò un livido. Il mandriano che raccolse i bambini chiamò Pelia (dal greco πελιόν peliòn, livido) quello colpito e Neleo l'altro. Divenuti adulti ritrovarono la madre e uccisero Sidero, la seconda moglie del nonno Salmoneo, che maltrattava Tiro. In seguito però i due gemelli entrarono in conflitto tra loro e Neleo fu costretto dal fratello ad abbandonare Iolco.
Neleo trovò ospitalità presso lo zio Afareo, che gli cedette la parte costiera della Messenia, dove fondò Pilo. Per Pausania invece, non fu Neleo a fondare Pilo, ma si limitò a governarla.
In Messenia Neleo sposò Clori, figlia di Anfione, dalla quale ebbe una femmina, Però, e dodici maschi, dei quali il più noto è Nestore. Un altro dei figli di Neleo, Periclimeno, ottenne dal nonno Poseidone, il potere di cambiare aspetto a suo piacimento. Gli altri suoi figli sono: Ipsenore, Alastore, Asterio, Pilaone, Deimaco, Euribeo, Epilao, Frasio, Eurimene, Evagora e Tauro.
Apollodoro racconta poi che Eracle, in seguito all'omicidio di Ifito a causa di uno dei suoi ricorrenti accessi di follia, per purificarsi da quel delitto si recò a Pilo da Neleo, che però lo scacciò a causa dei rapporti di amicizia che lo legavano a Eurito, che aveva accusato Eracle di averlo derubato delle sue mandrie. In seguito, durante la guerra contro Pilo, Eracle uccise Neleo e tutti i suoi figli eccetto Nestore, che allora si trovava a Gerenia. Pausania riferisce però un'altra versione della morte di Neleo, che non sarebbe stato ucciso da Eracle, ma che sarebbe morto a Corinto "a causa di una malattia, e fu sepolto presso l'istmo."

## Letteratura latina
La vicenda di Neleo, Pelia e Tiro è alla base di un'opera letteraria latina di cui non ci restano che pochi frammenti, il Carmen Nelei.